# Wehrwirtschaftsführer
Wehrwirtschaftsführer(WeWiFü) var under Tredje rikets nationalsocialistiska regim  de industriella tillverkarna av väsentliga vapen för försvaret. 

## Historik
Wehrwirtschaftsführer utsågs från 1935 av kontoret med ansvar för ekonomin för försvar och rustning (Wehrwirtschafts- und Rüstungsamt) beroende av Wehrmachts generalstab (Oberkommando der Wehrmacht, OKW). Målet var att binda dem genom kontrakt till den tyska armén (Wehrmacht) och ge dem en kvasimilitär status. Från 1938 tilldelades denna titel av ekonomiministeriet. Från 1940 tilldelades denna titel även många företrädare för företag som inte arbetade inom försvarsindustrin för att motivera omorienteringen av dessa fabriker mot krigsekonomin. När det gäller i synnerhet titlar som beviljats före 1940, innebär detta inte automatiskt att deras innehavare var politiskt underordnade den nazistiska regimen eller att deras fabriker arbetade avsevärt för krigsinsatsen. Denna beteckning gjorde det i alla fall möjligt för fabriksägarna att försämra arbetsvillkoren för de anställda.

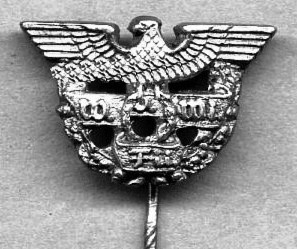
Civil pin av en WeWiFü

## Wehrwirtschaftsführer (urval)
De viktigaste Wehrwirtschaftsführer var: 
- Max Brose
- Carl F.W. Borgward
- Carl Bosch
- Claude Dornier
- Friedrich Flick
- Ernst Heinkel

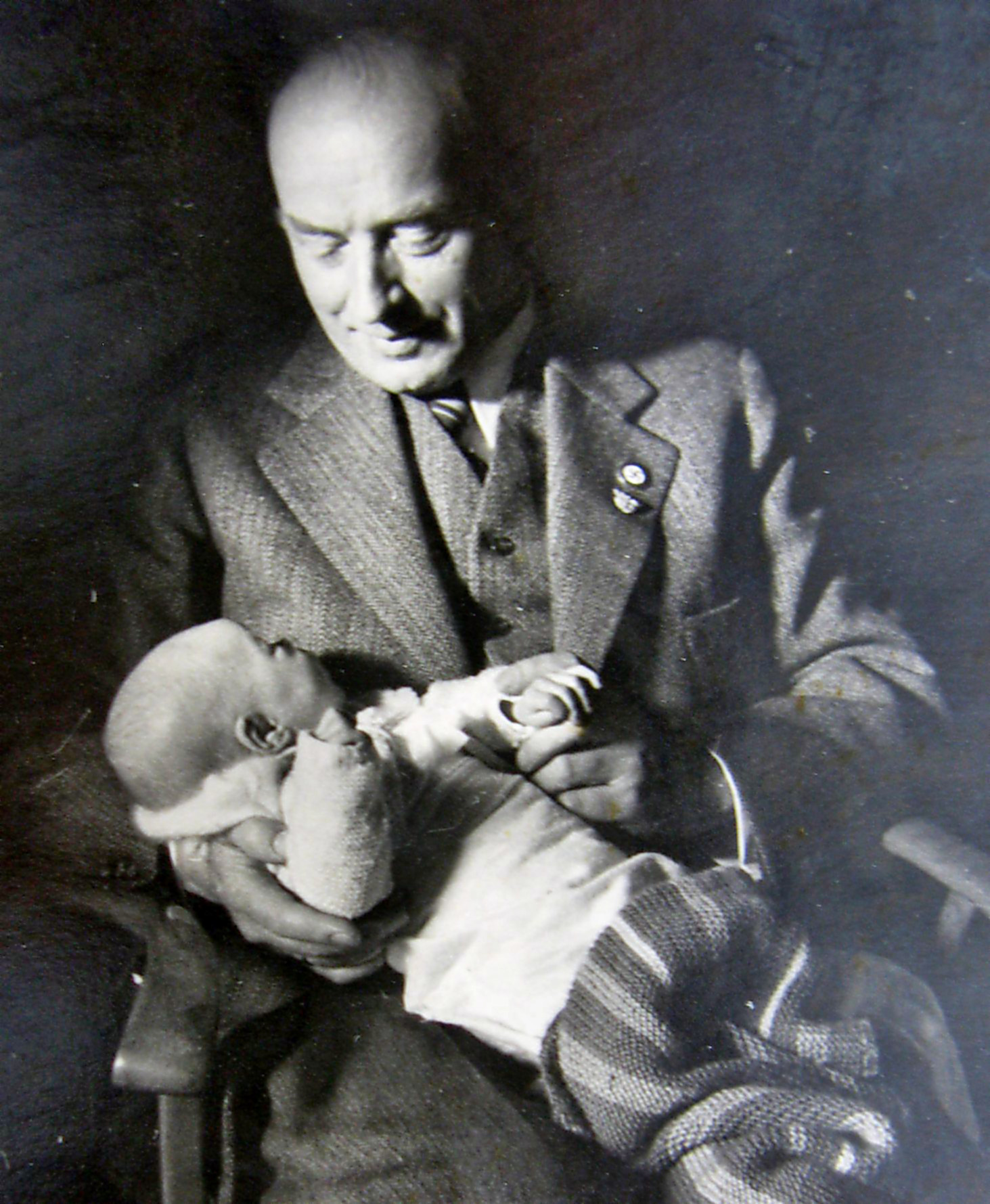
Hans Kohnert vid dopet av sitt första barnbarn med NSDAP:s partitecken i guld och „Wehrwirtschaftsführer“ nål, mars 1944

- Gustav Krupp von Bohlen und Halbach
- Alfried Krupp von Bohlen und Halbach
- Hans Kohnert
- Wilhelm Emil Messerschmitt
- Heinrich Nordhoff
- Waldemar Pabst (de)
- Ferdinand Porsche
- Günther Quandt
- Hermann Röchling
- Eduard Schalfejew (de)
- Hans-Günther Sohl (de)
- Ernst Zindel

## Verksamhet efter krigets slut
Efter krigets slut straffades de flesta militära ledare av de allierade, men under det kalla krigets förhållanden återinsattes de snart i nyckelpositioner i återuppbyggnaden. Symtomatiskt för detta var återkomsten av Dr. Friedrich Flick, tredje rikets största företagschef och mest framstående militärekonomiledare. Efter sju år i fångenskap reste han sig igen för att bli den största företagsägaren i Förbundsrepubliken och bärare av Storkorset av förtjänst axelrem och stjärna, på.

## Fotnoter
1. ↑  Klaus Drobisch: Dokumente über Vorgeschichte und Charakter des faschistischen Wehrwirtschaftsführer-Korps. In: Zeitschrift für Militärgeschichte (DDR), vol. 5, 1966, pp. 323–337
2. ↑  Jens Ulrich Heine: Namen und Herkunft der Wehrwirtschaftsführer des Deutschen Reiches am 1. Januar 1942. 1976
3. ↑  Kurt Pritzkoleit: Gott erhält die Mächtigen - Rück- und Rundblick auf den deutschen Wohlstand. Düsseldorf: Karl Rauch Verlag, S. 430, pp. 95 -123